# Пайсанду Белья Виста
«Пайсанду Белья Виста» (исп. Club Paysandú Bella Vista) — уругвайский футбольный клуб из города Пайсанду. В настоящий момент выступает в чемпионате департамента.

## История
Клуб был основан работниками железной дороги 11 января 1939 года под названием «Белья Виста Ферровиарио». Первая часть названия и клубные цвета были взяты в честь клуба «Белья Виста» из Монтевидео. Впоследствии название было изменено на современное. В 1973 году команда была переименована в «Атлетико Белья Виста». До 1990-х годов команда выступала на уровне чемпионата своего департамента, став одной из ведущих команд на региональном уровне.
В середине 1990-х годов «Пайсанду Белья Виста» взяла курс на присоединение к профессиональному футболу — мощным толчком к этому стало проведение матчей Кубка Америки 1995 года на домашнем стадионе «жёлто-синих», Парк Артигасе.
По окончании сезона 1998 Ассоциация футбола Уругвая приняла решение расширить Примеру в следующем году за счёт включения ещё трёх клубов из Интериора, помимо добившейся этого права по спортивному принципу «Фронтеры Риверы». «Пайсанду Белья Виста» должна была дебютировать в 1999 году во Втором дивизионе, но клубу была дана прямая путёвка в элиту.
В первом же туре «Пайсанду Белья Виста» (такое название команда стала использовать для участия в элите, чтобы отличаться от клуба из столицы) уступила дома «Данубио» 1:7. Первую победу команда одержала в 4 туре над «Рентистас» (1:0). По итогам сезона клуб из Пайсанду выиграл 6 матчей, 10 свёл вничью и проиграл 12, финишировав на 12 месте из 15. Команда сумела продержаться в элите до 2002 года, ни разу не поднимаясь выше 12-го места, и в конце-концов, вылетела из Примеры.
В 2005 году клуб юридически вернул себе название «Пайсанду Белья Виста». С 2006 года выступает в чемпионате департамента Пайсанду. В 2009—2011 годах трижды подряд выигрывал чемпионат департамента, установив рекорд, но возвращать статус профессионального клуба руководство пока не желает по финансовым причинам.

## Достижения
- 4 сезона в Примере: 1999—2002
- 12-кратный чемпион департамента Пайсанду
- Победитель Главного турнира клубов-чемпионов регионов (1): 1998
- Победитель Кубка Эль-Паис (1): 1977
- Победитель Суперкубка чемпионов Интериора (1): 1981
- Победитель Турнира АУФ для клубов Интериора (1): 1999